# Pehr Christopher Schulzen
Pehr Christopher Schulzen (fram till 1771 Schultz), född 22 maj 1736 på Brusala i Stora Tuna socken, död 22 februari 1802 på Torreby i Foss socken, var en svensk apotekare.
Pehr Christopher Schulzen var son till regementsfältskären Jacob Schultz samt brorson till David och Carl Fredrik von Schulzenheim. Schulzen var apotekselev i Falun och Stockholm, studerade naturvetenskaper och medicin först i Königsberg och sedan i Uppsala, där han blev student 1759 och avlade både juridisk och teologisk examen 1760. 1760 blev han föreståndare för apoteket Ängeln (från 1762 Apoteket Ugglan) i Stockholm. Han disputerade i Uppsala, inköpte apoteket Ängeln samma år, avlade apotekarexamen 1762 och sålde sitt apotek 1786. 1775–1786 innehade han även apoteket i Norrtälje. Efter sin avgång bodde han ett tiotal år hos en svärson i Södermanland och därefter till sin död hos sin son Johan Christopher på Torreby. Han erhöll assessors namn 1787. Schulzen tillhörde stiftarna av Apotekarsocieteten 1778 och var under många år bland annat som ordförande dess verksammaste och initiativrikaste medlem. De av societeten från 1781 anordnade föreläsningarna för farmacie studerande hölls under några år av honom. I Stockholm var han den främste odlaren av medicinalväxter för drogberedning. Han utarbetade även matriklar över apotekare i Sverige och deras provinser samt gjorde omfattande anteckningar över svenska apotek, deras uppkomst och innehavare, vilket Johan Fredrik Sacklén utnyttjade i sin Sveriges apotekarehistoria. Schulzens matriklar och anteckningar utgör "Schulzenska pappren" i Apotekarsocietetens arkiv.